# 比基尼杀戮
比基尼杀戮（Bikini Kill），是一支提倡暴女运动的朋克摇滚乐队，诞生于1990年十月，成立于华盛顿州的奥林匹亚。此乐队以其激进的女权主义歌词和充满激情的演出而知名。

在两张专辑、两张合辑和数张单曲之后，乐队于1998年解散。